# سالواتوره سیریگو
سالواتوره سیریگو (ایتالیایی: Salvatore Sirigu؛ زادهٔ ۱۲ ژانویهٔ ۱۹۸۷) بازیکن فوتبال اهل ایتالیا است.که برای باشگاه فوتبال پالرمو در پست دروازه‌بان بازی می کند‌.